# Stefaan De Clerck
Stefaan Maria Joris Yolanda De Clerck (ur. 12 grudnia 1951 w Kortrijku) – belgijski i flamandzki polityk, minister sprawiedliwości. W latach 1999–2003 przewodniczący partii Chrześcijańscy Demokraci i Flamandowie (CD&V).

## Życiorys
Ukończył w 1975 studia prawnicze na Katolickim Uniwersytecie w Leuven, następnie praktykował jako adwokat w rodzinnym mieście. Z ramienia Chrześcijańskiej Partii Ludowej (CVP) w 1990 uzyskał mandat posła do Izby Reprezentantów (dwukrotnie uzyskiwał reelekcję). W 1995 premier Jean-Luc Dehaene powierzył mu stanowisko ministra sprawiedliwości. Stefaan De Clerck podał się do dymisji w 1998 po ucieczce seryjnego zabójcy i gwałciciela Marca Dutroux.
W 1999 przejął kierownictwo w CVP po wyborczej porażce chadeków. Poprowadził ją do zwycięstwa w wyborach samorządowych, w rezultacie których został burmistrzem Kortrijku (do 2008). Zainicjował też reorganizację partii, w tym zmianę jej nazwy na Chrześcijańscy Demokraci i Flamandowie. W 2003 wybrano go w skład Senatu. W tym samym roku zrezygnował z kierowania swoim ugrupowaniem, ustępując na rzecz Yves'a Leterme, po tym jak CD&V ponownie znaleźli się w opozycji. W 2004 przeszedł do pracy w Parlamencie Flamandzkim, a trzy lata później powrócił do Izby Reprezentantów.
30 grudnia 2008 ponownie objął tekę ministra sprawiedliwości w rządzie, na którego czele stanął Herman Van Rompuy. Pozostał na tym stanowisku także w kolejnym gabinecie sformowanym przez Yves'a Leterme. W 2010 ponownie wybrany do Izby Reprezentantów. W 2011 zakończył urzędowanie na stanowisku ministra. Nie kandydował w wyborach w 2014.